# Myotis ruber
Myotis ruber — вид рукокрилих роду Нічниця (Myotis).

## Опис
Myotis ruber має червонувате, монотонне хутро середньої довжини, густе і шовковисте. Розміри: голова і тіло довжиною 49,8 мм; хвіст довжиною 41,4 мм; задні ступні довжиною 8.8 мм: вуха довжиною 15 мм; передпліччя довжиною 40,2 мм: вага 7,3 гр.

## Поширення, поведінка
Проживання: Болівія, Бразилія, Парагвай, Уругвай.